# Anepholcia pygaria
Anepholcia pygaria är en fjärilsart som beskrevs av W. Warren 1912. Anepholcia pygaria ingår i släktet Anepholcia och familjen Pantheidae. Inga underarter finns listade i Catalogue of Life.